# ワイオミング州選出のアメリカ合衆国上院議員
ワイオミング州は1890年6月10日に連邦に加わる。

## 上院議員一覧
| 第1部 第1部の上院議員は西暦年を6で除算したときの剰余が1と等しい年が任期末である。最近では1994年, 2000年, 2006年, 2012年,2018年に改選されている。次の選挙は2024年を予定している。 | 第1部 第1部の上院議員は西暦年を6で除算したときの剰余が1と等しい年が任期末である。最近では1994年, 2000年, 2006年, 2012年,2018年に改選されている。次の選挙は2024年を予定している。 | 第1部 第1部の上院議員は西暦年を6で除算したときの剰余が1と等しい年が任期末である。最近では1994年, 2000年, 2006年, 2012年,2018年に改選されている。次の選挙は2024年を予定している。 | 第1部 第1部の上院議員は西暦年を6で除算したときの剰余が1と等しい年が任期末である。最近では1994年, 2000年, 2006年, 2012年,2018年に改選されている。次の選挙は2024年を予定している。 | 第1部 第1部の上院議員は西暦年を6で除算したときの剰余が1と等しい年が任期末である。最近では1994年, 2000年, 2006年, 2012年,2018年に改選されている。次の選挙は2024年を予定している。 | 第1部 第1部の上院議員は西暦年を6で除算したときの剰余が1と等しい年が任期末である。最近では1994年, 2000年, 2006年, 2012年,2018年に改選されている。次の選挙は2024年を予定している。 | 議会  | 第2部 第2部の上院議員は西暦年を6で除算したときの剰余が3と等しい年が任期末である。最近では1996年, 2002年, 2008年, 2014年,2020年に改選されている。次の選挙は2026年を予定している。 | 第2部 第2部の上院議員は西暦年を6で除算したときの剰余が3と等しい年が任期末である。最近では1996年, 2002年, 2008年, 2014年,2020年に改選されている。次の選挙は2026年を予定している。 | 第2部 第2部の上院議員は西暦年を6で除算したときの剰余が3と等しい年が任期末である。最近では1996年, 2002年, 2008年, 2014年,2020年に改選されている。次の選挙は2026年を予定している。 | 第2部 第2部の上院議員は西暦年を6で除算したときの剰余が3と等しい年が任期末である。最近では1996年, 2002年, 2008年, 2014年,2020年に改選されている。次の選挙は2026年を予定している。 | 第2部 第2部の上院議員は西暦年を6で除算したときの剰余が3と等しい年が任期末である。最近では1996年, 2002年, 2008年, 2014年,2020年に改選されている。次の選挙は2026年を予定している。 | 第2部 第2部の上院議員は西暦年を6で除算したときの剰余が3と等しい年が任期末である。最近では1996年, 2002年, 2008年, 2014年,2020年に改選されている。次の選挙は2026年を予定している。 |
| # | 氏名 | 所属政党 | 在職期間 | 選挙歴 | 任期 | 議会  | 任期 | 選挙歴 | 在職期間 | 所属政党 | 氏名 | # |
| 空席 | 空席 | 空席 | 1890年7月10日 – 1890年11月18日 | ワイオミング州は連邦加入の4ヶ月後まで上院議員を選出せず | 1 | 51    | 1 | ワイオミング州は連邦加入の4ヶ月後まで上院議員を選出せず | 1890年7月10日 – 1890年11月15日 | 空席 | 空席 | 空席 |
| 1 | フランシス・E・ウォーレン | 共和党 | 1890年11月18日 – 1893年3月4日 | 1890年選出 再選に失敗 | 1 | 51    | 1 | 1890年選出 再選に失敗 | 1890年11月15日 – 1895年3月3日 | 共和党 | ジョセフ・M・キャリー | 1 |
| 1 | フランシス・E・ウォーレン | 共和党 | 1890年11月18日 – 1893年3月4日 | 1890年選出 再選に失敗 | 1 | 52    | 1 | 1890年選出 再選に失敗 | 1890年11月15日 – 1895年3月3日 | 共和党 | ジョセフ・M・キャリー | 1 |
| 空席 | 空席 | 空席 | 1893年3月4日 – 1895年1月23日 | | 2 | 53    | 1 | 1890年選出 再選に失敗 | 1890年11月15日 – 1895年3月3日 | 共和党 | ジョセフ・M・キャリー | 1 |
| 2 | クラレンス・D・クラーク | 共和党 | 1895年1月23日 – 1917年3月4日 | 空席を補充するための補欠選挙で選出 | 2 | 53    | 1 | 1890年選出 再選に失敗 | 1890年11月15日 – 1895年3月3日 | 共和党 | ジョセフ・M・キャリー | 1 |
| 2 | クラレンス・D・クラーク | 共和党 | 1895年1月23日 – 1917年3月4日 | 空席を補充するための補欠選挙で選出 | 2 | 54    | 2 | 1895年選出 | 1895年3月4日 – 1929年11月24日 | 共和党 | フランシス・E・ウォーレン | 2 |
| 2 | クラレンス・D・クラーク | 共和党 | 1895年1月23日 – 1917年3月4日 | 空席を補充するための補欠選挙で選出 | 2 | 55    | 2 | 1895年選出 | 1895年3月4日 – 1929年11月24日 | 共和党 | フランシス・E・ウォーレン | 2 |
| 2 | クラレンス・D・クラーク | 共和党 | 1895年1月23日 – 1917年3月4日 | 1899年再選 | 3 | 56    | 2 | 1895年選出 | 1895年3月4日 – 1929年11月24日 | 共和党 | フランシス・E・ウォーレン | 2 |
| 2 | クラレンス・D・クラーク | 共和党 | 1895年1月23日 – 1917年3月4日 | 1899年再選 | 3 | 57    | 3 | 1901年1月22日再選 | 1895年3月4日 – 1929年11月24日 | 共和党 | フランシス・E・ウォーレン | 2 |
| 2 | クラレンス・D・クラーク | 共和党 | 1895年1月23日 – 1917年3月4日 | 1899年再選 | 3 | 58    | 3 | 1901年1月22日再選 | 1895年3月4日 – 1929年11月24日 | 共和党 | フランシス・E・ウォーレン | 2 |
| 2 | クラレンス・D・クラーク | 共和党 | 1895年1月23日 – 1917年3月4日 | 1905年1月25日再選 | 4 | 59    | 3 | 1901年1月22日再選 | 1895年3月4日 – 1929年11月24日 | 共和党 | フランシス・E・ウォーレン | 2 |
| 2 | クラレンス・D・クラーク | 共和党 | 1895年1月23日 – 1917年3月4日 | 1905年1月25日再選 | 4 | 60    | 4 | 1907年1月22日再選 | 1895年3月4日 – 1929年11月24日 | 共和党 | フランシス・E・ウォーレン | 2 |
| 2 | クラレンス・D・クラーク | 共和党 | 1895年1月23日 – 1917年3月4日 | 1905年1月25日再選 | 4 | 61    | 4 | 1907年1月22日再選 | 1895年3月4日 – 1929年11月24日 | 共和党 | フランシス・E・ウォーレン | 2 |
| 2 | クラレンス・D・クラーク | 共和党 | 1895年1月23日 – 1917年3月4日 | 1911年1月24日再選 再選に失敗 | 5 | 62    | 4 | 1907年1月22日再選 | 1895年3月4日 – 1929年11月24日 | 共和党 | フランシス・E・ウォーレン | 2 |
| 2 | クラレンス・D・クラーク | 共和党 | 1895年1月23日 – 1917年3月4日 | 1911年1月24日再選 再選に失敗 | 5 | 63    | 5 | 1913年1月28日再選 | 1895年3月4日 – 1929年11月24日 | 共和党 | フランシス・E・ウォーレン | 2 |
| 2 | クラレンス・D・クラーク | 共和党 | 1895年1月23日 – 1917年3月4日 | 1911年1月24日再選 再選に失敗 | 5 | 64    | 5 | 1913年1月28日再選 | 1895年3月4日 – 1929年11月24日 | 共和党 | フランシス・E・ウォーレン | 2 |
| 3 | ジョン・B・ケンドリック | 民主党 | 1917年3月4日 – 1933年11月3日 | 1916年選出 | 6 | 65    | 5 | 1913年1月28日再選 | 1895年3月4日 – 1929年11月24日 | 共和党 | フランシス・E・ウォーレン | 2 |
| 3 | ジョン・B・ケンドリック | 民主党 | 1917年3月4日 – 1933年11月3日 | 1916年選出 | 6 | 66    | 6 | 1918年再選 | 1895年3月4日 – 1929年11月24日 | 共和党 | フランシス・E・ウォーレン | 2 |
| 3 | ジョン・B・ケンドリック | 民主党 | 1917年3月4日 – 1933年11月3日 | 1916年選出 | 6 | 67    | 6 | 1918年再選 | 1895年3月4日 – 1929年11月24日 | 共和党 | フランシス・E・ウォーレン | 2 |
| 3 | ジョン・B・ケンドリック | 民主党 | 1917年3月4日 – 1933年11月3日 | 1922年再選 | 7 | 68    | 6 | 1918年再選 | 1895年3月4日 – 1929年11月24日 | 共和党 | フランシス・E・ウォーレン | 2 |
| 3 | ジョン・B・ケンドリック | 民主党 | 1917年3月4日 – 1933年11月3日 | 1922年再選 | 7 | 69    | 7 | 1924年再選 死去 | 1895年3月4日 – 1929年11月24日 | 共和党 | フランシス・E・ウォーレン | 2 |
| 3 | ジョン・B・ケンドリック | 民主党 | 1917年3月4日 – 1933年11月3日 | 1922年再選 | 7 | 70    | 7 | 1924年再選 死去 | 1895年3月4日 – 1929年11月24日 | 共和党 | フランシス・E・ウォーレン | 2 |
| 3 | ジョン・B・ケンドリック | 民主党 | 1917年3月4日 – 1933年11月3日 | 1928年再選 死去 | 8 | 71    | 7 | 1924年再選 死去 | 1895年3月4日 – 1929年11月24日 | 共和党 | フランシス・E・ウォーレン | 2 |
| 3 | ジョン・B・ケンドリック | 民主党 | 1917年3月4日 – 1933年11月3日 | 1928年再選 死去 | 8 | 71    | 7 | | 1929年11月24日 – 1929年12月5日 | 空席 | 空席 | 空席 |
| 3 | ジョン・B・ケンドリック | 民主党 | 1917年3月4日 – 1933年11月3日 | 1928年再選 死去 | 8 | 71    | 7 | ウォーレン死去による空席を補充するため任命 後継選出時に引退 | 1929年12月5日 – 1930年11月20日 | 共和党 | パトリック・J・サリバン | 3 |
| 3 | ジョン・B・ケンドリック | 民主党 | 1917年3月4日 – 1933年11月3日 | 1928年再選 死去 | 8 | 71    | 7 | | 1930年11月30日 – 1930年12月1日 | 空席 | 空席 | 空席 |
| 3 | ジョン・B・ケンドリック | 民主党 | 1917年3月4日 – 1933年11月3日 | 1928年再選 死去 | 8 | 71    | 7 | ウォーレン死去による補欠選挙で選出 | 1930年12月1日 – 1937年1月3日 | 共和党 | ロバート・D・キャリー | 4 |
| 3 | ジョン・B・ケンドリック | 民主党 | 1917年3月4日 – 1933年11月3日 | 1928年再選 死去 | 8 | 72    | 8 | 1930年選出 再選に失敗 | 1930年12月1日 – 1937年1月3日 | 共和党 | ロバート・D・キャリー | 4 |
| 3 | ジョン・B・ケンドリック | 民主党 | 1917年3月4日 – 1933年11月3日 | 1928年再選 死去 | 8 | 73    | 8 | 1930年選出 再選に失敗 | 1930年12月1日 – 1937年1月3日 | 共和党 | ロバート・D・キャリー | 4 |
| 空席 | 空席 | 空席 | 1933年11月3日 – 1933年12月18日 | | 8 |       | 8 | 1930年選出 再選に失敗 | 1930年12月1日 – 1937年1月3日 | 共和党 | ロバート・D・キャリー | 4 |
| 4 | ジョセフ・C・オマホニー | 民主党 | 1933年12月18日 – 1953年1月3日 | ケンドリック死去よる空席を補充するため任命 | 8 |       | 8 | 1930年選出 再選に失敗 | 1930年12月1日 – 1937年1月3日 | 共和党 | ロバート・D・キャリー | 4 |
| 4 | ジョセフ・C・オマホニー | 民主党 | 1933年12月18日 – 1953年1月3日 | 1934年選出 | 9 | 74    | 8 | 1930年選出 再選に失敗 | 1930年12月1日 – 1937年1月3日 | 共和党 | ロバート・D・キャリー | 4 |
| 4 | ジョセフ・C・オマホニー | 民主党 | 1933年12月18日 – 1953年1月3日 | 1934年選出 | 9 | 75    | 9 | 1936年選出 再選に失敗 | 1937年1月3日 – 1943年1月3日 | 民主党 | ヘンリー・H・シュワルツ | 5 |
| 4 | ジョセフ・C・オマホニー | 民主党 | 1933年12月18日 – 1953年1月3日 | 1934年選出 | 9 | 76    | 9 | 1936年選出 再選に失敗 | 1937年1月3日 – 1943年1月3日 | 民主党 | ヘンリー・H・シュワルツ | 5 |
| 4 | ジョセフ・C・オマホニー | 民主党 | 1933年12月18日 – 1953年1月3日 | 1940年再選 | 10 | 77    | 9 | 1936年選出 再選に失敗 | 1937年1月3日 – 1943年1月3日 | 民主党 | ヘンリー・H・シュワルツ | 5 |
| 4 | ジョセフ・C・オマホニー | 民主党 | 1933年12月18日 – 1953年1月3日 | 1940年再選 | 10 | 78    | 10 | 1942年選出 再選に失敗 | 1943年1月3日 – 1949年1月3日 | 共和党 | エドワード・ヴィヴィアン・ロバートソン | 6 |
| 4 | ジョセフ・C・オマホニー | 民主党 | 1933年12月18日 – 1953年1月3日 | 1940年再選 | 10 | 79    | 10 | 1942年選出 再選に失敗 | 1943年1月3日 – 1949年1月3日 | 共和党 | エドワード・ヴィヴィアン・ロバートソン | 6 |
| 4 | ジョセフ・C・オマホニー | 民主党 | 1933年12月18日 – 1953年1月3日 | 1946年再選 再選に失敗 | 11 | 80    | 10 | 1942年選出 再選に失敗 | 1943年1月3日 – 1949年1月3日 | 共和党 | エドワード・ヴィヴィアン・ロバートソン | 6 |
| 4 | ジョセフ・C・オマホニー | 民主党 | 1933年12月18日 – 1953年1月3日 | 1946年再選 再選に失敗 | 11 | 81    | 11 | 1948年選出 死去 | 1949年1月3日 – 1954年6月19日 | 民主党 | レスター・C・ハント | 7 |
| 4 | ジョセフ・C・オマホニー | 民主党 | 1933年12月18日 – 1953年1月3日 | 1946年再選 再選に失敗 | 11 | 82    | 11 | 1948年選出 死去 | 1949年1月3日 – 1954年6月19日 | 民主党 | レスター・C・ハント | 7 |
| 5 | フランク・A・バレット | 共和党 | 1953年1月3日 – 1959年1月3日 | 1952年選出 再選に失敗 | 12 | 83    | 11 | 1948年選出 死去 | 1949年1月3日 – 1954年6月19日 | 民主党 | レスター・C・ハント | 7 |
| 5 | フランク・A・バレット | 共和党 | 1953年1月3日 – 1959年1月3日 | 1952年選出 再選に失敗 | 12 | 83    | 11 | | 1954年6月19日 – 1954年6月24日 | 空席 | 空席 | 空席 |
| 5 | フランク・A・バレット | 共和党 | 1953年1月3日 – 1959年1月3日 | 1952年選出 再選に失敗 | 12 | 83    | 11 | ハント死去による空席を補充するため任命 後継選出時に引退 | 1954年6月24日 – 1954年11月28日 | 共和党 | エドワード・D・クリッパ | 8 |
| 5 | フランク・A・バレット | 共和党 | 1953年1月3日 – 1959年1月3日 | 1952年選出 再選に失敗 | 12 | 83    | 11 | ハント死去による補欠選挙で選出 | 1954年11月29日 – 1961年1月3日 | 民主党 | ジョセフ・C・オマホニー | 9 |
| 5 | フランク・A・バレット | 共和党 | 1953年1月3日 – 1959年1月3日 | 1952年選出 再選に失敗 | 12 | 84    | 12 | 1954年選出 引退 | 1954年11月29日 – 1961年1月3日 | 民主党 | ジョセフ・C・オマホニー | 9 |
| 5 | フランク・A・バレット | 共和党 | 1953年1月3日 – 1959年1月3日 | 1952年選出 再選に失敗 | 12 | 85    | 12 | 1954年選出 引退 | 1954年11月29日 – 1961年1月3日 | 民主党 | ジョセフ・C・オマホニー | 9 |
| 6 | ゲイル・W・マギー | 民主党 | 1959年1月3日 – 1977年1月3日 | 1958年選出 | 13 | 86    | 12 | 1954年選出 引退 | 1954年11月29日 – 1961年1月3日 | 民主党 | ジョセフ・C・オマホニー | 9 |
| 6 | ゲイル・W・マギー | 民主党 | 1959年1月3日 – 1977年1月3日 | 1958年選出 | 13 | 87    | 13 | エドウィン・キース・トムソン (共和党)1960年に選出されたが, 1960年12月9日任期が始まる前に死去 州知事のヒッキーが州知事として,議席を補充するため自身を任命 補欠選挙で敗北          | 1961年1月3日 – 1962年11月6日 | 民主党 | ジョン・J・ヒッキー | 10 |
| 6 | ゲイル・W・マギー | 民主党 | 1959年1月3日 – 1977年1月3日 | 1958年選出 | 13 | 87    | 13 | トンプソン死去による補欠選挙で選出 引退 | 1962年11月7日 – 1967年1月3日 | 共和党 | ミルワード・L・シンプソン | 11 |
| 6 | ゲイル・W・マギー | 民主党 | 1959年1月3日 – 1977年1月3日 | 1958年選出 | 13 | 88    | 13 | トンプソン死去による補欠選挙で選出 引退 | 1962年11月7日 – 1967年1月3日 | 共和党 | ミルワード・L・シンプソン | 11 |
| 6 | ゲイル・W・マギー | 民主党 | 1959年1月3日 – 1977年1月3日 | 1964年再選 | 14 | 89    | 13 | トンプソン死去による補欠選挙で選出 引退 | 1962年11月7日 – 1967年1月3日 | 共和党 | ミルワード・L・シンプソン | 11 |
| 6 | ゲイル・W・マギー | 民主党 | 1959年1月3日 – 1977年1月3日 | 1964年再選 | 14 | 90    | 14 | 1966年選出 | 1967年1月3日 – 1978年12月31日 | 共和党 | クリフォード・ハンセン | 12 |
| 6 | ゲイル・W・マギー | 民主党 | 1959年1月3日 – 1977年1月3日 | 1964年再選 | 14 | 91    | 14 | 1966年選出 | 1967年1月3日 – 1978年12月31日 | 共和党 | クリフォード・ハンセン | 12 |
| 6 | ゲイル・W・マギー | 民主党 | 1959年1月3日 – 1977年1月3日 | 1970年再選 再選に失敗 | 15 | 92    | 14 | 1966年選出 | 1967年1月3日 – 1978年12月31日 | 共和党 | クリフォード・ハンセン | 12 |
| 6 | ゲイル・W・マギー | 民主党 | 1959年1月3日 – 1977年1月3日 | 1970年再選 再選に失敗 | 15 | 93    | 15 | 1972年再選 引退、後継を早期に就任させるため辞職 | 1967年1月3日 – 1978年12月31日 | 共和党 | クリフォード・ハンセン | 12 |
| 6 | ゲイル・W・マギー | 民主党 | 1959年1月3日 – 1977年1月3日 | 1970年再選 再選に失敗 | 15 | 94    | 15 | 1972年再選 引退、後継を早期に就任させるため辞職 | 1967年1月3日 – 1978年12月31日 | 共和党 | クリフォード・ハンセン | 12 |
| 7 | マルコム・ワロット | 共和党 | 1977年1月3日 – 1995年1月3日 | 1976年選出 | 16 | 95    | 15 | 1972年再選 引退、後継を早期に就任させるため辞職 | 1967年1月3日 – 1978年12月31日 | 共和党 | クリフォード・ハンセン | 12 |
| 7 | マルコム・ワロット | 共和党 | 1977年1月3日 – 1995年1月3日 | 1976年選出 | 16 | 95    | 15 | ハンセン辞職により任命。任命時、次の任期に選出済。 | 1979年1月1日 – 1997年1月3日 | 共和党 | アラン・K・シンプソン | 13 |
| 7 | マルコム・ワロット | 共和党 | 1977年1月3日 – 1995年1月3日 | 1976年選出 | 16 | 96    | 16 | 1978年選出 | 1979年1月1日 – 1997年1月3日 | 共和党 | アラン・K・シンプソン | 13 |
| 7 | マルコム・ワロット | 共和党 | 1977年1月3日 – 1995年1月3日 | 1976年選出 | 16 | 97    | 16 | 1978年選出 | 1979年1月1日 – 1997年1月3日 | 共和党 | アラン・K・シンプソン | 13 |
| 7 | マルコム・ワロット | 共和党 | 1977年1月3日 – 1995年1月3日 | 1982年再選 | 17 | 98    | 16 | 1978年選出 | 1979年1月1日 – 1997年1月3日 | 共和党 | アラン・K・シンプソン | 13 |
| 7 | マルコム・ワロット | 共和党 | 1977年1月3日 – 1995年1月3日 | 1982年再選 | 17 | 99    | 17 | 1984年再選 | 1979年1月1日 – 1997年1月3日 | 共和党 | アラン・K・シンプソン | 13 |
| 7 | マルコム・ワロット | 共和党 | 1977年1月3日 – 1995年1月3日 | 1982年再選 | 17 | 100   | 17 | 1984年再選 | 1979年1月1日 – 1997年1月3日 | 共和党 | アラン・K・シンプソン | 13 |
| 7 | マルコム・ワロット | 共和党 | 1977年1月3日 – 1995年1月3日 | 1988年再選 引退 | 18 | 101   | 17 | 1984年再選 | 1979年1月1日 – 1997年1月3日 | 共和党 | アラン・K・シンプソン | 13 |
| 7 | マルコム・ワロット | 共和党 | 1977年1月3日 – 1995年1月3日 | 1988年再選 引退 | 18 | 102   | 18 | 1990年再選 引退 | 1979年1月1日 – 1997年1月3日 | 共和党 | アラン・K・シンプソン | 13 |
| 7 | マルコム・ワロット | 共和党 | 1977年1月3日 – 1995年1月3日 | 1988年再選 引退 | 18 | 103   | 18 | 1990年再選 引退 | 1979年1月1日 – 1997年1月3日 | 共和党 | アラン・K・シンプソン | 13 |
| 8 | クレイグ・トーマス | 共和党 | 1995年1月3日 – 2007年6月4日 | 1994年選出 | 19 | 104   | 18 | 1990年再選 引退 | 1979年1月1日 – 1997年1月3日 | 共和党 | アラン・K・シンプソン | 13 |
| 8 | クレイグ・トーマス | 共和党 | 1995年1月3日 – 2007年6月4日 | 1994年選出 | 19 | 105   | 19 | 1996年選出 | 1997年1月3日 – 2021年1月3日 | 共和党 | マイク・エンジ | 14 |
| 8 | クレイグ・トーマス | 共和党 | 1995年1月3日 – 2007年6月4日 | 1994年選出 | 19 | 106   | 19 | 1996年選出 | 1997年1月3日 – 2021年1月3日 | 共和党 | マイク・エンジ | 14 |
| 8 | クレイグ・トーマス | 共和党 | 1995年1月3日 – 2007年6月4日 | 2000年選出 | 20 | 107   | 19 | 1996年選出 | 1997年1月3日 – 2021年1月3日 | 共和党 | マイク・エンジ | 14 |
| 8 | クレイグ・トーマス | 共和党 | 1995年1月3日 – 2007年6月4日 | 2000年選出 | 20 | 108   | 20 | 2002年再選 | 1997年1月3日 – 2021年1月3日 | 共和党 | マイク・エンジ | 14 |
| 8 | クレイグ・トーマス | 共和党 | 1995年1月3日 – 2007年6月4日 | 2000年選出 | 20 | 109   | 20 | 2002年再選 | 1997年1月3日 – 2021年1月3日 | 共和党 | マイク・エンジ | 14 |
| 8 | クレイグ・トーマス | 共和党 | 1995年1月3日 – 2007年6月4日 | 2006年再選 死去 | 21 | 110   | 20 | 2002年再選 | 1997年1月3日 – 2021年1月3日 | 共和党 | マイク・エンジ | 14 |
| 空席 | 空席 | 空席 | 2007年6月4日 – 2007年6月22日 | 2006年再選 死去 | 21 | 110   | 20 | 2002年再選 | 1997年1月3日 – 2021年1月3日 | 共和党 | マイク・エンジ | 14 |
| 9 | ジョン・バラッソ | 共和党 | 2007年6月22日 – 現職 | トーマス死去により任命 2008年11月4日トーマス死去による補欠選挙で選出 | 21 | 110   | 20 | 2002年再選 | 1997年1月3日 – 2021年1月3日 | 共和党 | マイク・エンジ | 14 |
| 9 | ジョン・バラッソ | 共和党 | 2007年6月22日 – 現職 | トーマス死去により任命 2008年11月4日トーマス死去による補欠選挙で選出 | 21 | 111   | 21 | 2008年再選 | 1997年1月3日 – 2021年1月3日 | 共和党 | マイク・エンジ | 14 |
| 9 | ジョン・バラッソ | 共和党 | 2007年6月22日 – 現職 | トーマス死去により任命 2008年11月4日トーマス死去による補欠選挙で選出 | 21 | 112   | 21 | 2008年再選 | 1997年1月3日 – 2021年1月3日 | 共和党 | マイク・エンジ | 14 |
| 9 | ジョン・バラッソ | 共和党 | 2007年6月22日 – 現職 | 2012年再選 | 22 | 113   | 21 | 2008年再選 | 1997年1月3日 – 2021年1月3日 | 共和党 | マイク・エンジ | 14 |
| 9 | ジョン・バラッソ | 共和党 | 2007年6月22日 – 現職 | 2012年再選 | 22 | 114   | 22 | 2014年再選 引退 | 1997年1月3日 – 2021年1月3日 | 共和党 | マイク・エンジ | 14 |
| 9 | ジョン・バラッソ | 共和党 | 2007年6月22日 – 現職 | 2012年再選 | 22 | 115   | 22 | 2014年再選 引退 | 1997年1月3日 – 2021年1月3日 | 共和党 | マイク・エンジ | 14 |
| 9 | ジョン・バラッソ | 共和党 | 2007年6月22日 – 現職 | 2018年再選 | 23 | 116   | 22 | 2014年再選 引退 | 1997年1月3日 – 2021年1月3日 | 共和党 | マイク・エンジ | 14 |
| 9 | ジョン・バラッソ | 共和党 | 2007年6月22日 – 現職 | 2018年再選 | 23 | 117   | 23 | 2020年選出 | 2021年1月3日 – 現職 | 共和党 | シンシア・ルミス | 15 |
| 9 | ジョン・バラッソ | 共和党 | 2007年6月22日 – 現職 | 2018年再選 | 23 | 118   | 23 | 2020年選出 | 2021年1月3日 – 現職 | 共和党 | シンシア・ルミス | 15 |
| 2024年改選予定 | 2024年改選予定 | 2024年改選予定 | 2024年改選予定 | 2024年改選予定 | 24 | 119   | 23 | 2020年選出 | 2021年1月3日 – 現職 | 共和党 | シンシア・ルミス | 15 |
| 2024年改選予定 | 2024年改選予定 | 2024年改選予定 | 2024年改選予定 | 2024年改選予定 | 24 | 120   | 24 | 2026年改選予定 | 2026年改選予定 | 2026年改選予定 | 2026年改選予定 | 2026年改選予定 |
| # | 氏名 | 所属政党 | 在職期間 | 選挙歴 | 任 期 |       | 任 期 | 選挙歴 | 在職期間 | 所属政党 | 氏名 | # |
| 第1部 | 第1部 | 第1部 | 第1部 | 第1部 | 第1部 | 第2部 | 第2部 | 第2部 | 第2部 | 第2部 | 第2部 | |